# Smiley Smile
Albums de The Beach Boys
Pet Sounds
(1966) Wild Honey
(1967)
Smiley Smile, sorti en 1967, est le douzième album studio des Beach Boys. Sorti en lieu et place du projet avorté Smile, il a reçu un accueil globalement tiède.

## Titres

### Face 1
Toutes les chansons sont écrites et composées par Brian Wilson, sauf mention contraire.
| No | Titre                                                      | Auteur                                  | Durée |
| -- | ---------------------------------------------------------- | --------------------------------------- | ----- |
| 1. | Heroes and Villains                                        | Brian Wilson, Van Dyke Parks            | 3:37  |
| 2. | Vegetables                                                 | Brian Wilson, Van Dyke Parks            | 2:07  |
| 3. | Fall Breaks and Back to Winter (Woody Woodpecker Symphony) |                                         | 2:15  |
| 4. | She’s Goin’ Bald                                           | Brian Wilson, Mike Love, Van Dyke Parks | 2:13  |
| 5. | Little Pad                                                 |                                         | 2:30  |

### Face 2
Toutes les chansons sont écrites et composées par Brian Wilson, sauf mention contraire.
| No  | Titre           | Auteur                       | Durée |
| --- | --------------- | ---------------------------- | ----- |
| 6.  | Good Vibrations | Brian Wilson, Mike Love      | 3:36  |
| 7.  | With Me Tonight |                              | 2:17  |
| 8.  | Wind Chimes     |                              | 2:36  |
| 9.  | Gettin’ Hungry  | Brian Wilson, Mike Love      | 2:27  |
| 10. | Wonderful       | Brian Wilson, Van Dyke Parks | 2:21  |
| 11. | Whistle In      |                              | 1:04  |